# 生嚿叉燒好過生你
《生嚿叉燒好過生你》（簡中為《生块叉烧好过生你》）是由無厘頭遊戲工作室開發的一款角色扮演遊戲，於2024年12月在Steam發售。

## 遊戲內容
《生嚿叉燒好過生你》是一款角色扮演遊戲，主要採用迷宮探索和Roguelike玩法。玩家在遊戲中扮演一塊「叉燒」，因為有人吃它的時候被噎死，所以前往了地府輪回轉世。叉燒不滿地府使用輪盤隨機決定投胎，繼而破壞了輪盤，導致所有人都無法投胎。為了修復輪盤，叉燒只能聽從閻羅王的女兒閻羅羅指示，完成各種任務。玩家需要探索不同地獄迷宮，每個迷宮有25到30層，打倒迷宮深處的頭目，以獲得修復輪盤的碎片。迷宮中的戰鬥關卡採用彈珠台玩法，玩家可以使用在探索中獲得的彈珠進行戰鬥。通過關卡能獲得經驗值以提高角色等級，還有用於購買道具的金錢。探索中獲得的特殊道具，可以用於兌換遊玩小遊戲的次數。遊戲擁有多個結局。

## 開發及發行
無厘頭遊戲工作室是一個香港遊戲工作室，《生嚿叉燒好過生你》是工作室第一款作品，遊戲名稱是粵語俚語，意思是指這個人沒用。開發過手機遊戲《掹條毛：毛與情感》的Jacky擔任製作人，工作室的成員來自香港、澳門和廣州，該作設計靈感源於成員喜歡的粵語流行文化和無厘頭文化，並以文化中流行概念和迷因設計角色、道具、關卡等內容，如蒙面加菲貓和黑旋風忍者角色造型，太公分豬肉關卡等。遊戲提供粵語和普通話兩種配音，支持繁體及簡體中文。
2024年8月，工作室發佈遊戲預告影片和開設Steam商店頁面。遊戲原定在同年11月27日發佈，後延期至12月12日。期間工作室在同年舉行的G-EIGHT上宣傳該作，並展出試玩版。

## 評價
遊戲角落評論員TanyaK和HobbiGame評論員均認為遊戲設定十分有趣及「無厘頭」。HobbiGame評論員稱讚該作富有香港文化特色，粵語配音也很正宗，他相信香港玩家會有「強烈的親切感」，不過不熟悉香港文化的玩家可能無法理解相關內容的笑點。
玩法方面，HobbiGame評論員認為該作主要玩法設計較為輕鬆，小遊戲設計也「難度適中」
。TanyaK稱該作「兼具趣味性與挑戰性」，迷宮探索具有一點難度。斷案玩法的案件設計很有意思，角色的屬性名為「色香味」，正對應角色叉燒的身份。